# مجلة الأقصى
مجلة الأقصى هي مجلة عسكرية أردنية تصدر عن مديرية التوجيه المعنوي التابعة للقوات المسلحة الأردنية. بدأت المجلة في الصدور في تشرين الثاني من عام 1969 م بكونها جريدة أسبوعية تحت اسم «الأقصى». واعتبارا من العدد 373؛ أي في أيار من عام 1977 م أصبحت الجريدة مجلةً أسبوعية واستمرت في ذلك إلى عام 1985 م؛ إذ أضحت مجلة نصف شهرية مع إضافة مواضيع متنوعة بالإضافة إلى موضوعها الرئيس وهو المجال العسكري. وفي 1986 م انتقلت لتصبح مجلة شهرية واستمرت إلى الآن على ذلك. وقد استطاعت المجلة عبر سنواتها الممتدة أن تستقطب أقلام عدد من الشعراء الأردنيين المتميزين من أمثال سليمان المشيني وحيدر محمود وأديب نفاع. كذلك فإن أول رئيس تحرير للمجلة كان اللواء معن أبو نوار الذي أصبح فيما بعد نائبا لرئيس الوزراء في الأردن.